# Pupoides albilabris
Pupoides albilabris är en snäckart som först beskrevs av C. B. Adams 1841.  Pupoides albilabris ingår i släktet Pupoides och familjen puppsnäckor. Inga underarter finns listade i Catalogue of Life.